# Trở về (phim hoạt hình 1980)
Trở về (tiếng Nga: Возвращение) là một phim hoạt họa giả tưởng do Vladimir Tarasov đạo diễn, xuất phẩm năm 1980 tại Moskva.

## Lịch sử
Truyện phim nêu một giả thiết liên hệ chứng rối loạn ý thức thường gặp khi tồn tại quá lâu trong khoảng không vũ trụ.

## Nội dung
Phi thuyền tiếp vận Valday T-614 sắp kết thúc hành trình Địa Cầu - Mộc Tinh 8 - Địa Cầu thì gặp sự cố khiến động cơ trục trặc nghiêm trọng, phải liên lạc về trung tâm điều khiển xin can thiệp giùm. Trung tâm yêu cầu phi hành gia Platonov phải ngủ sâu ngay khi chuyển từ chế độ hạ cánh tự động sang thủ công, vì việc này có thể gây hệ lụy rất xấu tới thể trạng anh.
Đến giờ đã định, khi phi thuyền đã vào khu vực địa cầu và sắp rơi tự do, phi công không tỉnh, mọi nỗ lực đánh thức anh đều thất bại. Việc này đồng nghĩa phi hành gia phải hi sinh tính mạng. Trung tâm hàng không vũ trụ bèn phát tín hiệu đi khắp thế giới yêu cầu toàn thể nhân loại dùng mọi biện pháp gọi phi hành gia trỗi dậy. Tuy nhiên, phi thuyền vẫn không hồi đáp.
Trong hoàn cảnh bế tắc, trung tâm điều khiển toan kết thúc quá trình cứu nạn, thì ông nội phi hành gia - một cựu chiến sĩ Hồng quân - bất ngờ ở làng ra thành phố, đòi gặp bằng được vị chỉ huy trưởng. Ông khuyên các khoa học gia hãy điều hướng cho phi thuyền đi qua địa phận bản quán phi công nhằm gợi những hồi ức ấu thơ trong anh. Những thanh âm quen thuộc thuở đầu đời đã đánh thức phi hành gia, rồi một chiều chập choạng bình yên nơi quê nghèo, anh lặng lẽ về thưởng thức bữa cơm gia đình.

## Kĩ thuật
- Thiết kế: Nikolay Koshkin
- Điều phối: Kabul Rasulov
- Âm thanh: Vladimir Kutuzov
- Hoạt họa: Aleksey Bukin, Aleksandr Mazayev, A. Yelizarov
- Lồng tiếng: Aleksandr Kaydanovsky, Vasily Livanov, Viktor Balashov
- Cố vấn: Aleksey A. Leonov

## Hậu trường
Trong phim sử dụng nhạc nền là giao hưởng số 05 của soạn giả Gustav Mahler.
- Bằng khen Liên hoan phim Liên Minh XIV - Vilnius 1981[1].